# 柯爾亞·布拉赫
柯爾亞·布拉赫（德語：Kolja Blacher，1963年—），德國小提琴演奏家。

## 生平

### 早年
布拉赫出生於柏林，十五歲時贏得德國的青年音樂比賽，之後赴紐約茱莉亞學院從多罗西·迪蕾習琴，他在課外也與維格·桑鐸學習。

### 職業生涯
1993年至1999年間，布拉赫擔任柏林爱乐乐团首席，深受指揮克劳迪奥·阿巴多之信賴。當後者於2003年大病初癒，在琉森登台指揮音樂節管弦樂團時，亦委任布拉赫為樂團首席。
作為獨奏家，布拉赫曾在柏林爱乐、慕尼黑愛樂、北德廣播愛樂、萊比錫布商大廈管弦樂團、圣切契利亚音乐学院管弦乐团、巴爾的摩交響樂團等樂團亮相。他與指揮家基里爾·佩特連科、弗拉基米尔·尤洛夫斯基、Dmitri Kitayenko、马里斯·扬颂斯、Matthias Pintscher、Markus Stenz等人皆有合作。

## 個人生活
柯爾亞·布拉赫是作曲家鮑里斯·布拉赫之子。他的母親是Gerty Blacher-Herzog，妹妹則是演員Tatjana Blacher。

## 軼事
- 布拉赫使用1730年製的斯特拉迪瓦里「特里頓」（Tritton）[4]。

## 外部連結
- 官方网站
- 柯爾亞·布拉赫的Discogs页面（英文）